# 馬泰奧·貝雷蒂尼
馬泰奧·貝雷蒂尼（Matteo Berrettini，1996年4月12日—）是一位義大利職業網球男運動員。
2019年9月5日，貝雷蒂尼在2019年美網四強敗給當屆冠軍拉斐爾·納達爾，取得職業網球生涯當中美網最佳成績。2021年7月9日，貝雷蒂尼在2021年溫網四強赛中以 6-3, 6-0, 6-7(4-7), 6-4 擊敗休伯特·胡爾卡奇，生涯首度晉級大滿貫決賽，同時成為史上首位闖入大滿貫男子單打決賽的義大利人，但最終輸給了諾瓦克·喬科維奇而獲得亞軍。2022年，貝雷蒂尼打進澳網八強，成為史上首位在四大滿貫都至少打進八強的義大利選手。

## 外部連結
- 馬泰奧·貝雷蒂尼（英文/西班牙文）的官方資料
- 馬泰奧·貝雷蒂尼的國際網球總會 職業／青少年 官方資料（英文）

| 獎項                       | 獎項                 | 獎項                   |
| -------------------------- | -------------------- | ---------------------- |
| 前任： 斯特凡诺斯·齐齐帕斯 | ATP进步最快球员 2019 | 繼任： 安德烈·魯布列夫 |